# Rivera (Monteceneri)

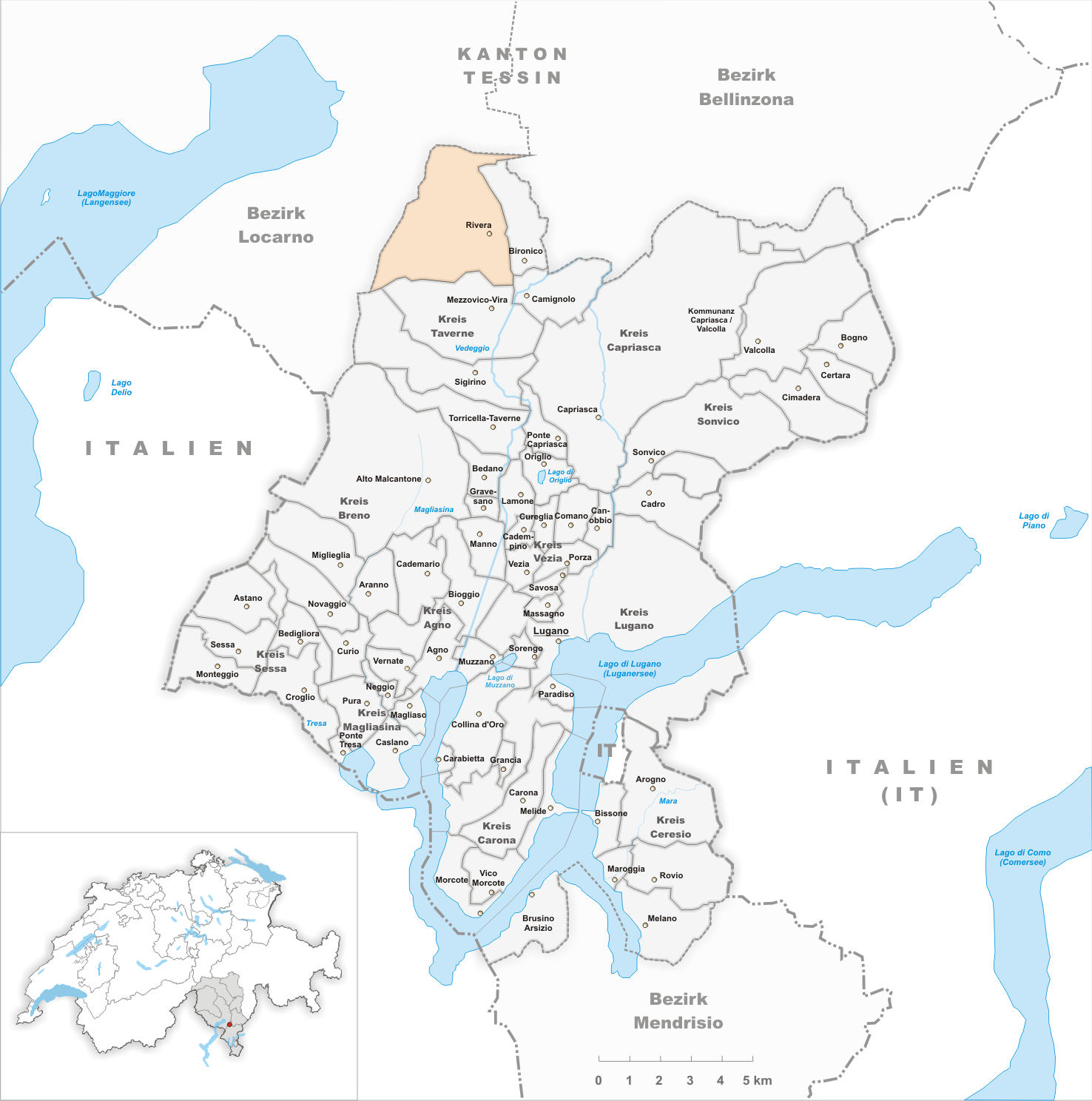
Gemeindestand vor der Fusion am 20. November 2010

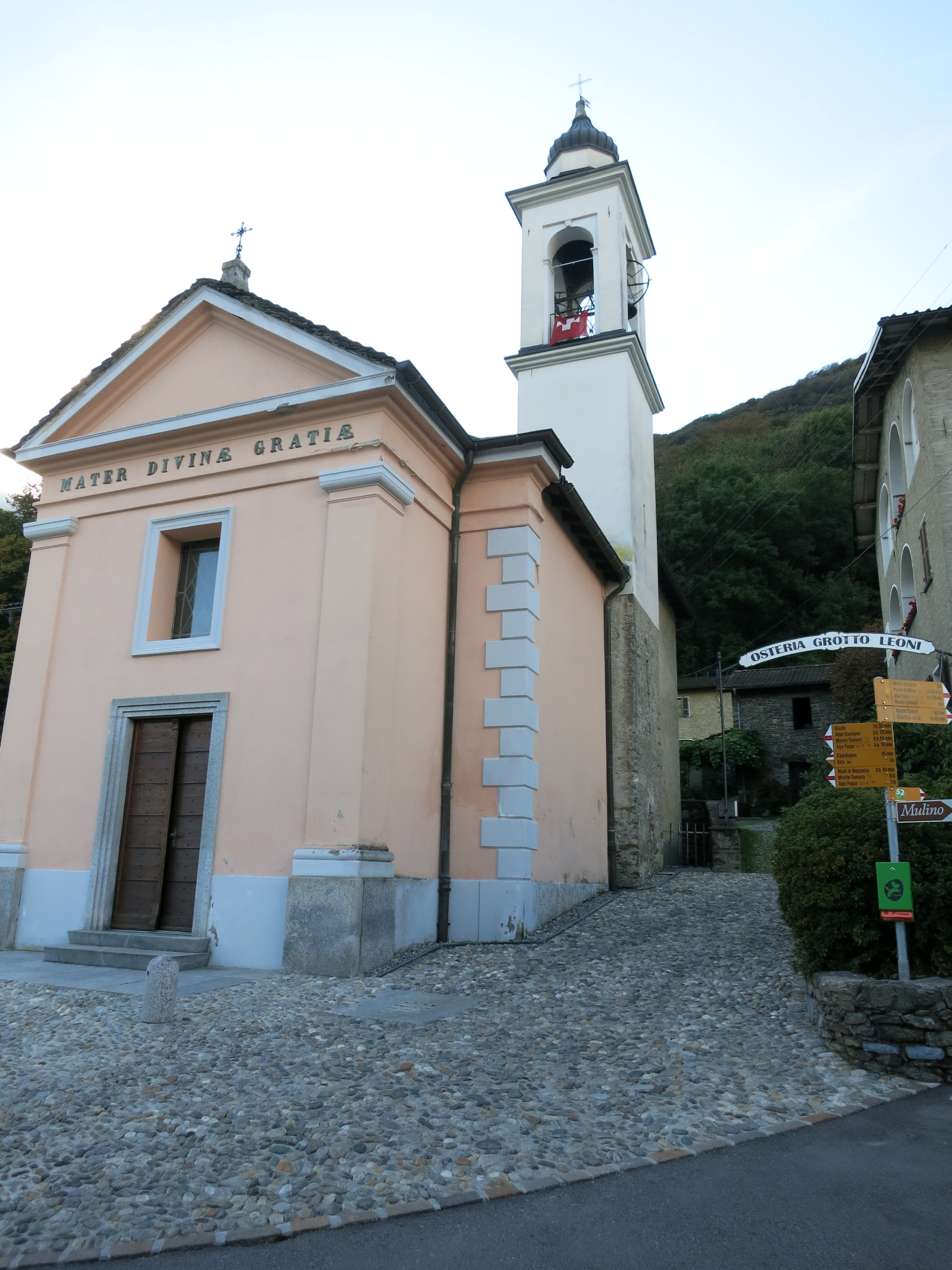
Oratorium Santa Maria im Ortsteil Soresina

Werner Friedli: Rivera vom Monte Ceneri, historisches Luftbild (1962)

W. Friedli: Sorencino, Capidogno, Rivera, Soresina, historisches Luftbild (1946)

Rivera war bis zum 20. November 2010 eine politische Gemeinde im Kreis Taverne im Bezirk Lugano des Kantons Tessin in der Schweiz.

## Geographie
Rivera befindet sich etwa in der Mitte zwischen der Kantonshauptstadt Bellinzona und dem regionalen Wirtschaftszentrum Lugano. Die Gemeinde liegt am südlichen Fusse des geschichtsträchtigen Monte Ceneri und östlich vom höheren und wegen seiner Freizeitangebote bekannten Monte Tamaro. Die Gotthardautobahn A2 durchschneidet den Ort in zwei Teile, bietet mit dem nahen Anschluss Rivera jedoch den direkten Zugang zur wichtigen Nord-Süd-Achse.

## Geschichte
Der Name Rivera und der seiner drei Weiler Sorencino (Ersterwähnung 1296), Soresina und Capidogno taucht das erste Mal um 1300 auf. Erst zu Como gehörend, wurde Rivera 1335 an die Visconti von Mailand abgegeben. Danach gehörte es bis 1798 zu den Vogteien der Eidgenossenschaft. 1803 bekam die Schweiz mit der Mediationsakte weitgehend ihre Autonomie zurück, und Rivera wurde eine Gemeinde im eigenständigen Kanton Tessin.
Am 23. Dezember 1946 wurden im Ortsteil Monte Ceneri Gräber aus der Eisenzeit gefunden, sowie Reste aus der Römerzeit.
Am 25. November 2007 wurde die Fusion der sieben Gemeinden im Vedeggiotal von den Stimmberechtigten von fünf Gemeinden gutgeheissen: Bironico, Camignolo, Medeglia, Rivera und Sigirino hätten sich demnach zur Gemeinde Monteceneri zusammengeschlossen. Isone und Mezzovico-Vira lehnten die Fusion ab. In der Folge verzichtete der Staatsrat darauf, dem Grossen Rat eine zwangsweise Fusion der beiden ablehnenden Gemeinden zu beantragen. Monteceneri wurde deshalb lediglich aus den fünf zustimmenden Gemeinden gebildet. Rivera bildet aber nach wie vor eine eigenständige Bürgergemeinde.

## Bevölkerung
Einwohnerzahlen: Volkszählungsdaten  1880: Bau Gotthard-Bahnstrecke 

### Sprachen
Offizielle Amts- und Umgangssprache ist Italienisch, die Einheimischen sprechen teilweise Ticinese, die Tessiner Varietät des Lombardischen.

## Verkehr
- Gondelbahn Monte Tamaro[6]

## Sehenswürdigkeiten
Sakrale Bauten

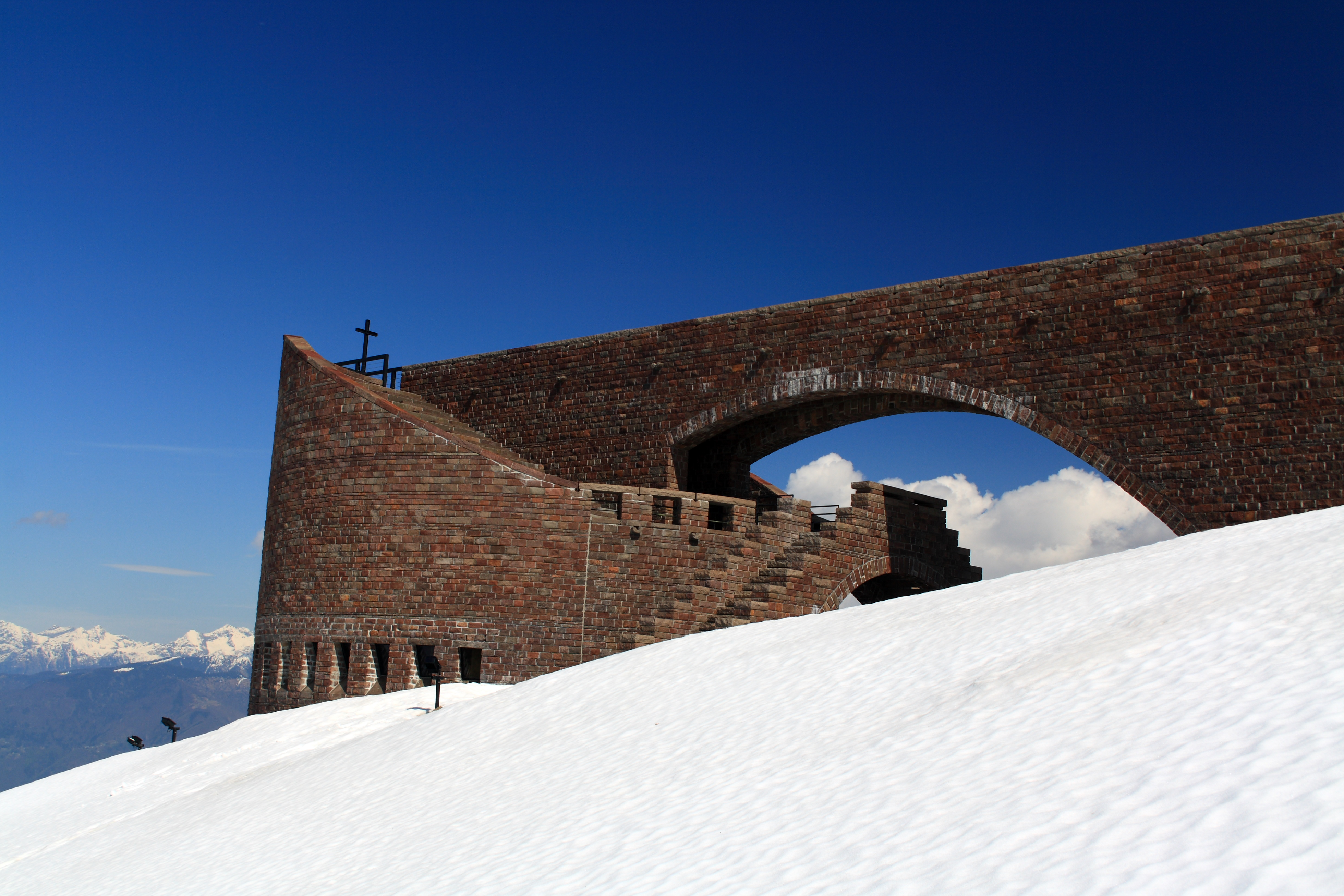
Oratorium Santa Maria degli Angeli auf Alpe Foppa

- Pfarrkirche Spirito Santo, bewahrt das Pfingstbild des Malers Luigi Reali (1633)[7][8]
- Oratorium Santa Maria degli Angeli auf Alpe Foppa[7]
- Oratorium Santa Maria delle Grazie im Ortsteil Soresina[7]
- Oratorium San Rocco im Ortsteil Sorencino[7]
- Oratorium San Nicolao della Flue im Ortsteil Monteceneri[7]
- Santuario del ciclista[7]

Zivile Bauten
- Casa dei Landvogti[7]

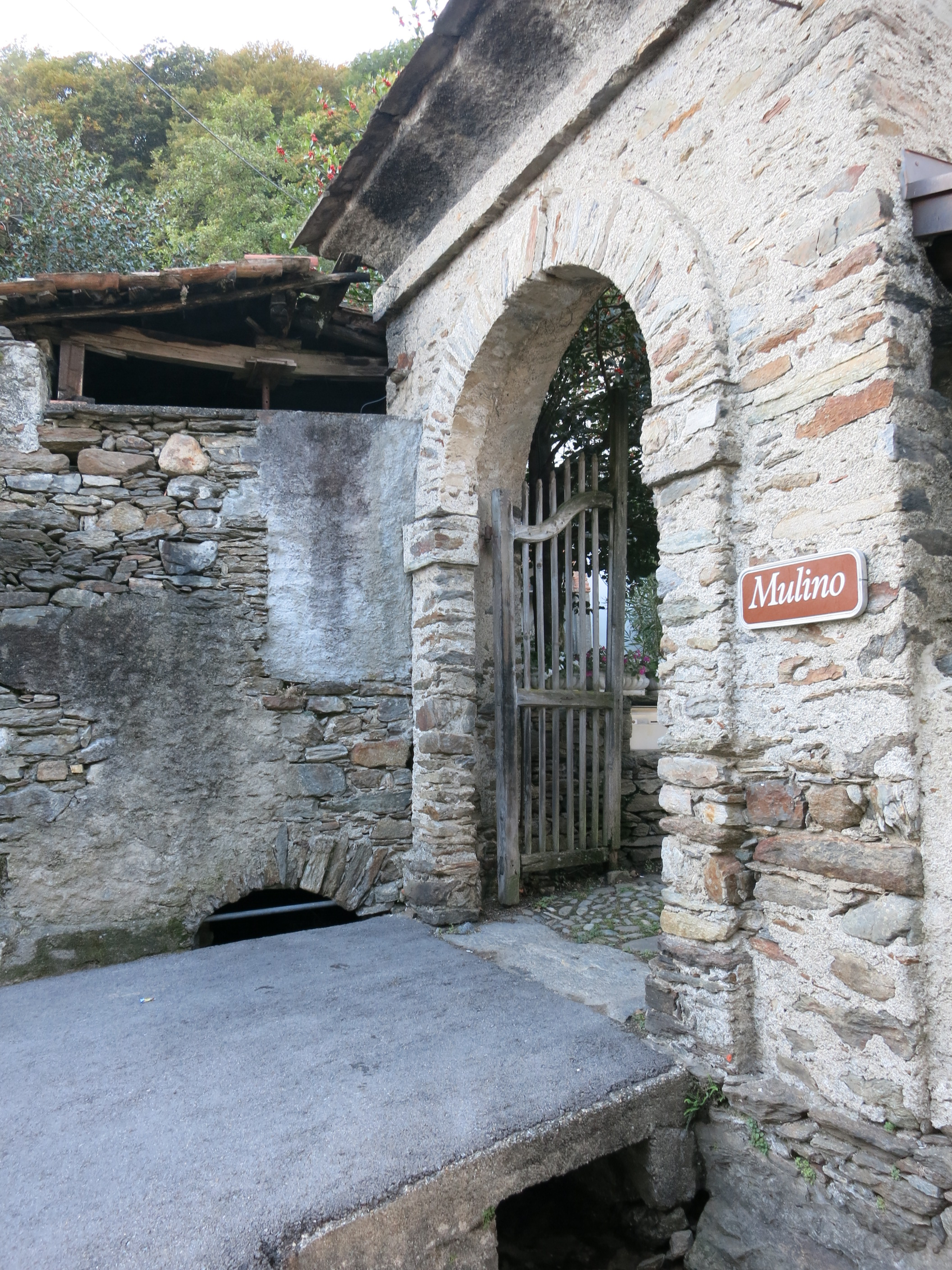
Mühle von Soresina

- alte Getreidemühle von Soresina, 1991 als Museum restauriert[9]

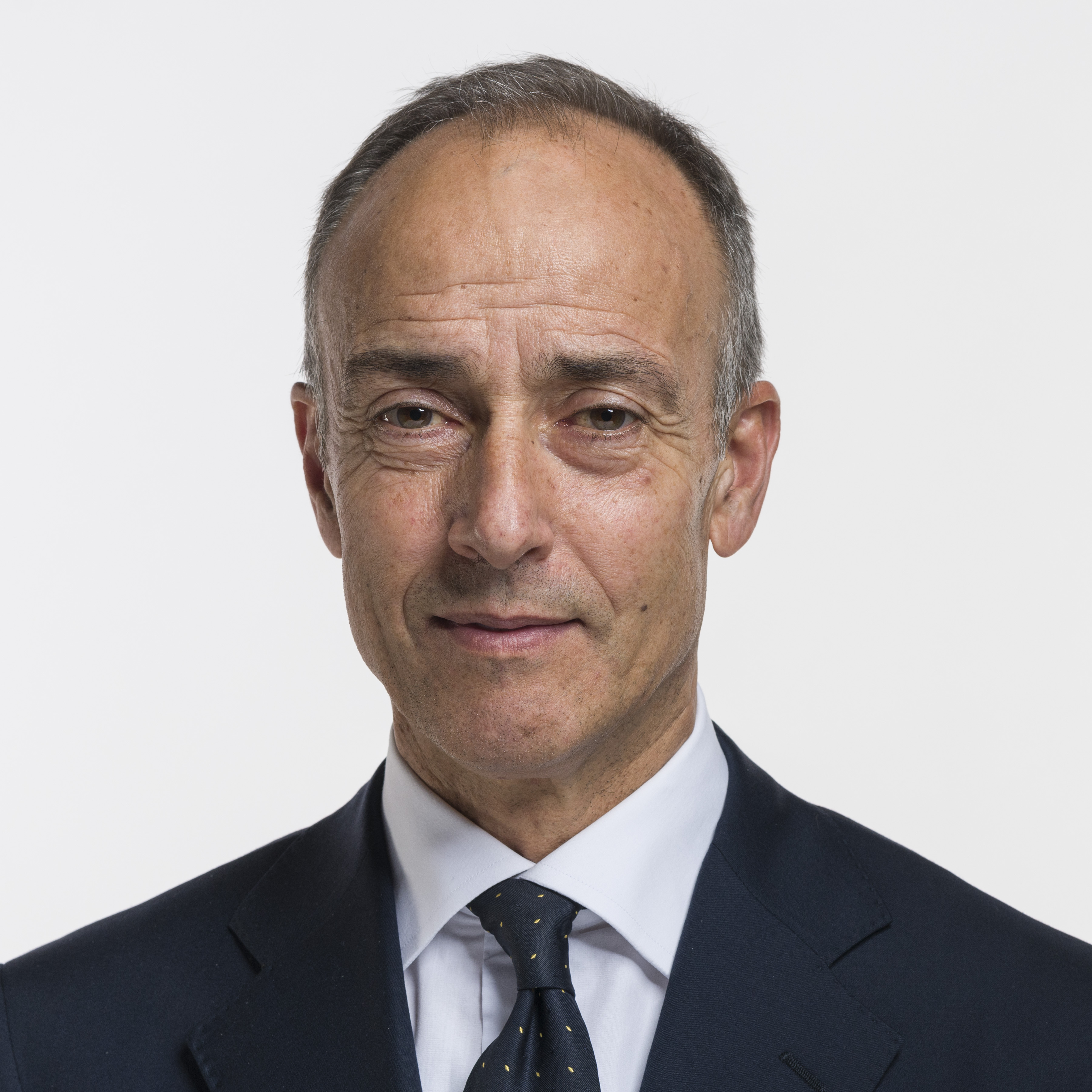
Rocco Cattaneo (2019)

Militärische Bauten
- Schlossruine Santa Sofia[7]
- Festung Monte Ceneri[7]

Archäologische Orte
- Nekropole im Ortsteil Caslasc[7]
- Verschiedene Kuppelsteine[10]

## Persönlichkeiten
- Domenico Maccagni (* um 1640 in Rivera; † um 1690 ebenda), Maler tätig im Pagensaal des königlichen Schlosses von Turin[11]
- Girolamo Pongelli (* 1755; † nach 1789), Somasker und Übersetzer
- Emilio Maccagni (* 13. April 1888 in Rivera; † 14. Dezember 1955 ebenda), Maler, Restaurator. Künstlerisch ausgebildet in Italien und Paris, schuf Wandmalerei und Restaurierung von Fresken und malte Landschaften und Stillleben[12][13]
- Silvio Jorio (* 14. Februar 1907 in Ludiano; † 15. August 1964 in Rivera), Jurist, Gemeindepräsident von Semione, Tessiner Grossrat, Nationalrat[14]
- Agostino Bernasconi (1914–1951), Politiker (PPD), Tessiner Staatsrat
- Fernando Zappa (* 12. November 1920; † 21. Juni 1999 in Bellinzona), er unterrichtete am Lyzeum von Lugano, Literaturkritiker, Lokalhistoriker, Übersetzer, Sekretär der Associazione degli scrittori della Svizzera italiana (ASSI), Mitarbeiter an der RSI (Radio und TV); Kantonalexperte für die Unterrichtung der griechischen und lateinischen Sprache; er wohnte in Rivera[15][16]
- Arnoldo Giovannini (* 2. April 1922 in Rivera; † 18. März 2013 in Lugano), Chorherr, 1945–1955 Sekretär des Bischofs Angelo Jelmini, Erzpriester von Lugano, Präsident der Fondazione Giuseppe Rossi Ospedale Malcantonese[17][18]
- Rocco Cattaneo (* 1958), Politiker (PLR), Unternehmer, Radsportfunktionär und ehemaliger Radsportler

## Sport
- In Rivera, an den Hängen des Monte Tamaro, fanden die Mountainbike-Weltmeisterschaften 2003 statt.
- Associazione Sportiva Monteceneri[19]
- Die Überquerung Monte Tamaro – Monte Lema[20]
- Bike Park Monte Tamaro[21]
- Acquaparco Splash[22]
- Tamaropark[23]